# Montgomery, Michigan
Montgomery är ett municipalsamhälle (village) i Hillsdale County i Michigan i USA. Vid 2020 års folkräkning hade Montgomery 322 invånare.